# Kohuke

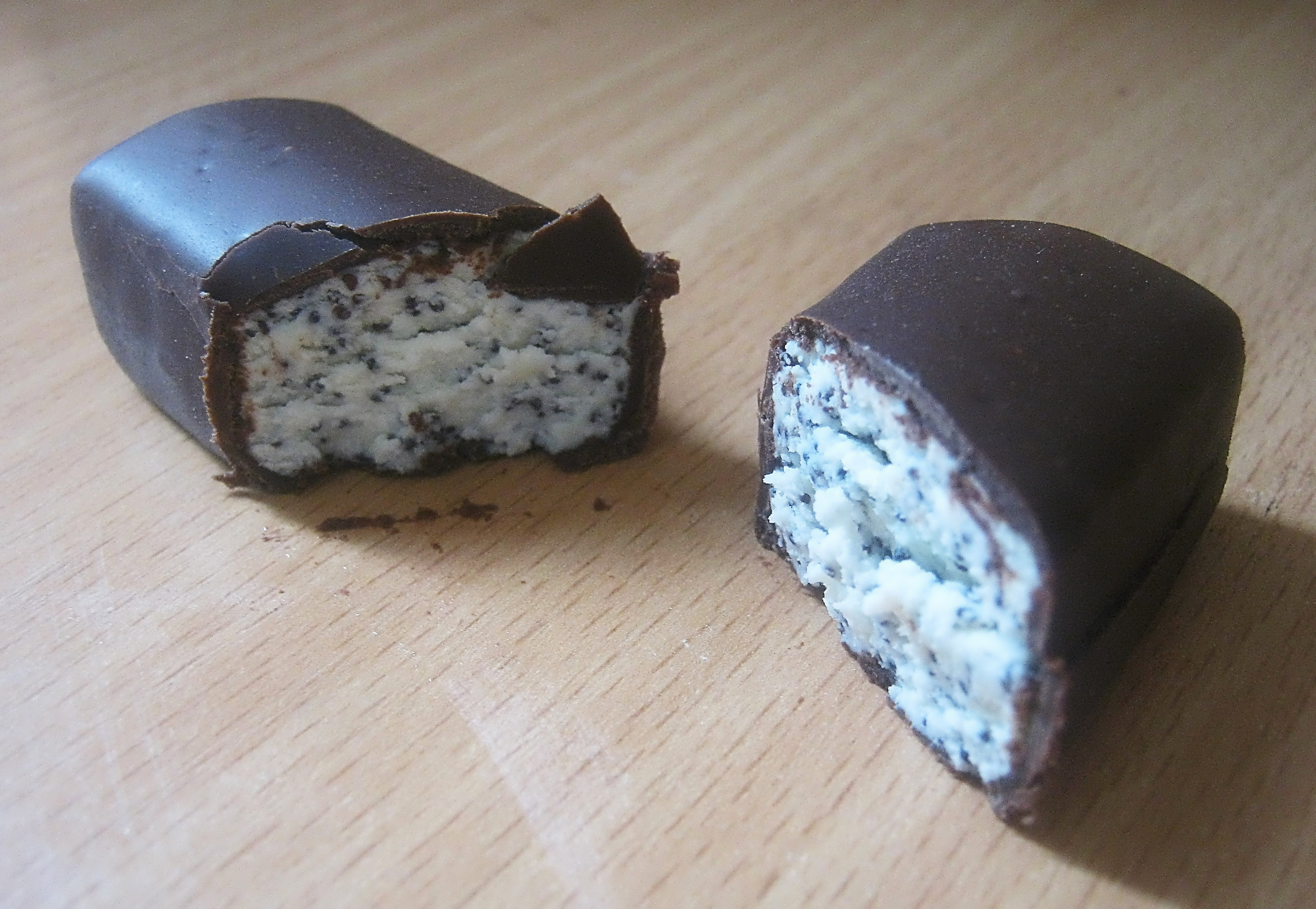
Kohuke med vallmofrön

Kohuke (lettiska: biezpiena sieriņš, litauiska: varškės sūrelis, ryska: сыро́к, syrok, ukrainska: сиро́к, sırok) är en söt mejeriprodukt, oftast i choklad, glasyr eller liknande.